# Panic in Detroit
Panic in Detroit is een nummer van de Britse muzikant David Bowie, uitgebracht als de vierde track op zijn album Aladdin Sane uit 1973.

## Achtergrond
Bowie heeft het nummer gebaseerd op de beschrijvingen van zijn vriend Iggy Pop over de revoluties in Michigan. Ook wordt het geïnterpreteerd als een beschrijving van de rellen in Detroit in 1967.
Qua muziek wordt het nummer beschreven als een "salsavariatie op de Bo Diddley-beat". In de tekst wordt Che Guevara benoemd en er zouden ook verwijzingen zijn naar John Sinclair van de White Panther Party.
Bowie speelde het nummer vaak tijdens concerten en live-uitvoeringen van het nummer verschenen als B-kant van de singles "Knock on Wood" en "Rock 'n' Roll with Me" uit 1974, het compilatiealbum Rare uit 1983, de heruitgave van David Live uit 2005 en Live Nassau Coliseum '76 wat verscheen als bonus bij de heruitgave van het album Station to Station uit 2010. Daarnaast verscheen de studioversie van het nummer op de B-kant van de single "Time". Een nieuwe versie van het nummer, opgenomen in 1979, werd uitgebracht op de heruitgave van het album Scary Monsters (and Super Creeps) uit 1992.
In 2003 publiceerde het magazine Rolling Stone hun lijst van de 100 beste gitaristen ooit. Mick Ronson werd geplaatst op nummer 64, waarbij "Panic in Detroit" werd beschreven als zijn "essentiële opname".

## Muzikanten
- David Bowie: zang, akoestische gitaar
- Mick Ronson: elektrische gitaar
- Trevor Bolder: basgitaar
- Mick "Woody" Woodmansey: drums
- Aynsley Dunbar: percussie
- Linda Lewis, Warren Peace: achtergrondzang